# Hideki Irabu
Hideki Irabu (jap. 伊良部 秀輝, Irabu Hideki; * 5. Mai 1969 in Miyakojima; † 27. Juli 2011 in Rancho Palos Verdes) war ein japanischer Baseballspieler, der auf der Position des Pitchers auch in der nordamerikanischen Major League spielte.

## Karriere
In der japanischen Pacific League hält er seit 1993 bis heute den Rekord für den schnellsten jemals geworfenen Fastball (158 km/h).
Er wurde in der damals von den USA verwalteten Präfektur Okinawa auf der Insel Miyako-jima, als Sohn einer okinawaischen Mutter und eines amerikanischen Soldaten geboren, der sie jedoch kurz nach Hidekis Geburt verließ. Seine Mutter heiratete dann einen Japaner und er wuchs in Amagasaki in der Präfektur Hyōgo auf. Später zog die Familie in die Präfektur Kagawa, wo er die Jinsei-Gakuen-Oberschule in Zentsūji besuchte, mit der er 1986 und 1987 am Sommer-Kōshien teilnahm.
Von 1988 bis 1996 spielte Irabu in der Pacific League für die Lotte Orions, die ihn in der ersten Runde des Drafts 1987 ausgewählt hatten. 1997 kam er zu den New York Yankees, dem damaligen Titelverteidiger der World Series. Irabus Wechsel trug zur Vereinbarung des Posting systems 1998 bei, das verhindern soll, dass japanische Starspieler entschädigungslos in die Major League wechseln. 1998 und 1999 gewann er mit den Yankees die World Series, bevor er zu den Montreal Expos (2000–2001), dann zu den Texas Rangers (2002) wechselte und 2003 bis 2004 wieder in Japan für die Hanshin Tigers spielte, wo er ihnen zu ihrem ersten Ligatitel seit 1985 verhalf.
Danach zog er sich vom Sport zurück und betrieb bis 2008 ein Udon-Nudelrestaurant in Los Angeles. Im April 2009 erfolgte sein Comeback, als er für die unabhängige amerikanische Golden Baseball League und ab August dann für die semiprofessionellen Kōchi Fighting Dogs in Japan spielte. 2010 lebte er wieder in den USA in Rancho Palos Verdes im Los Angeles County.
Am 27. Juli 2011 wurde Irabu tot in seinem Haus aufgefunden – die Polizei geht von Selbstmord aus. Irabu hinterlässt eine Frau und zwei Kinder.